# Licoměřice

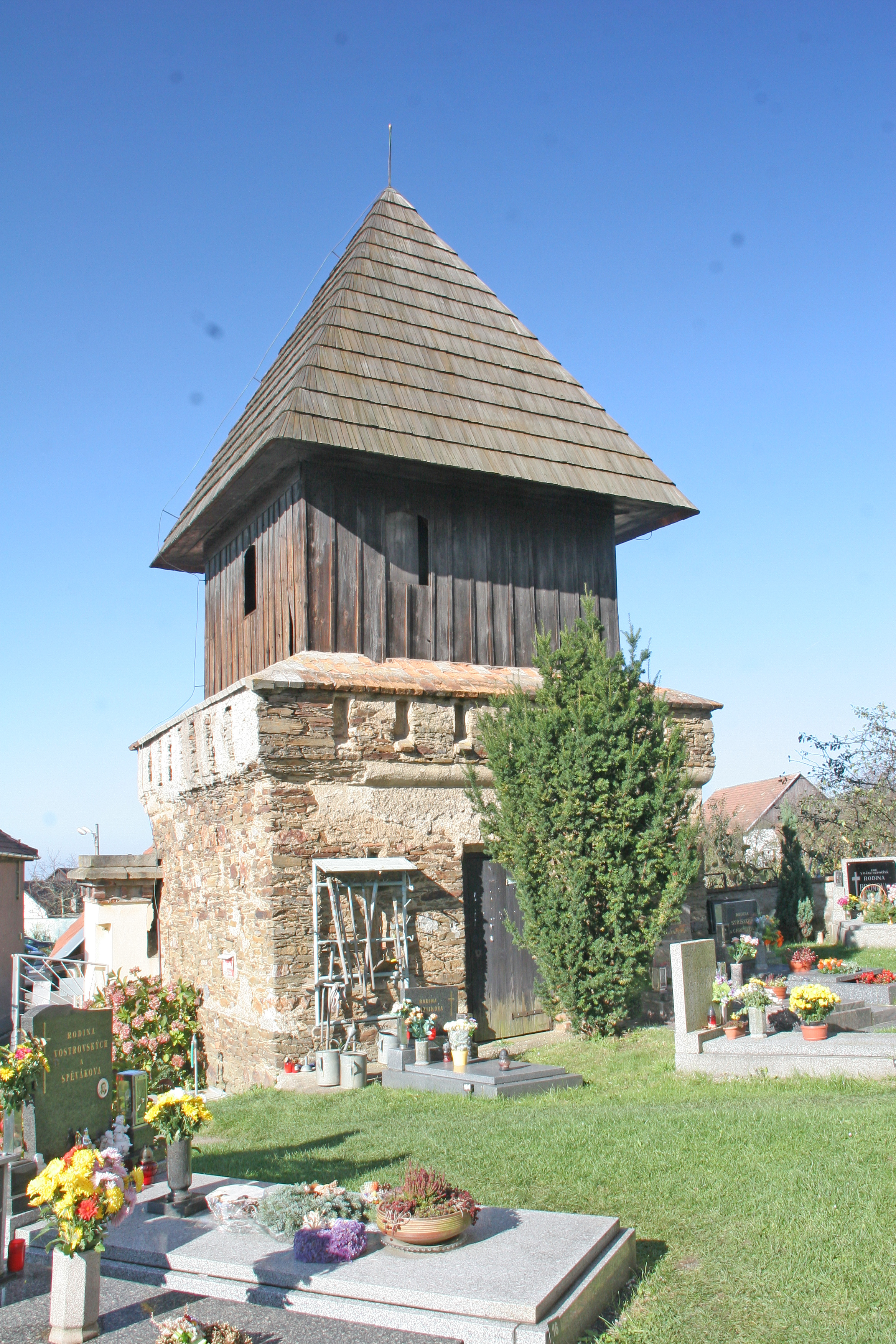
Glockenturm

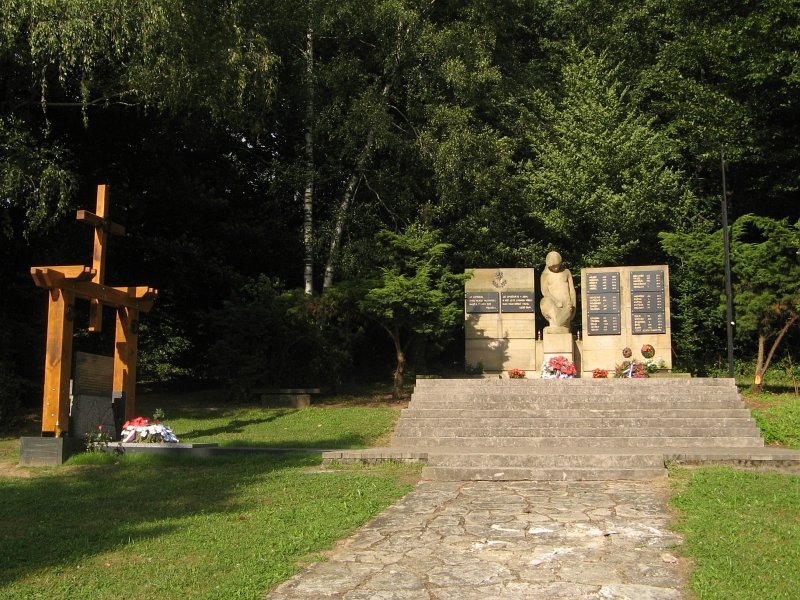
Gedenkstein für die während der deutschen Besatzung umgekommenen Einwohner

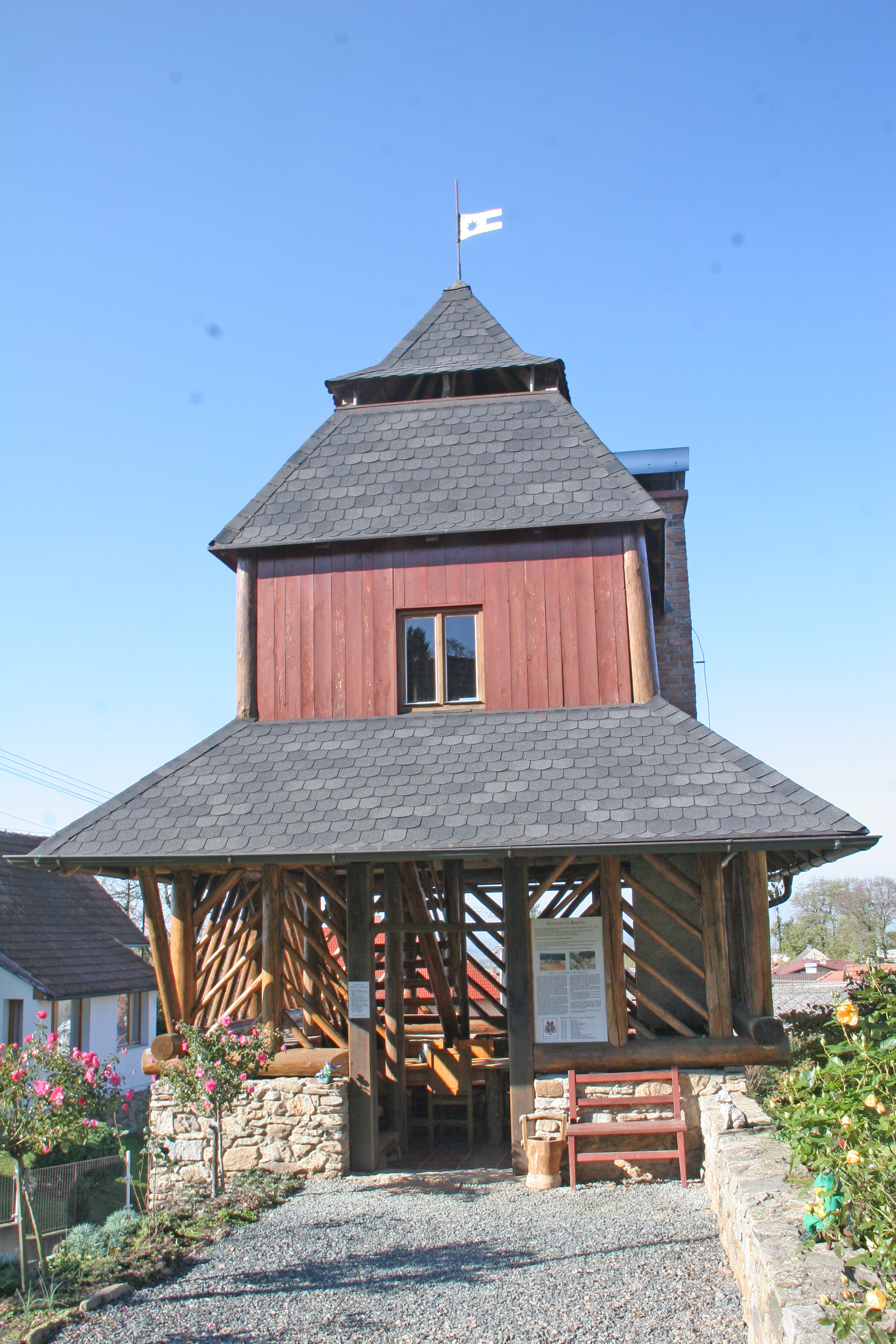
Aussichtsturm

Licoměřice (deutsch Litzomierschitz) ist ein Ortsteil der Gemeinde Lipovec im Okres Chrudim in Tschechien. Er liegt zwölf Kilometer östlich von Čáslav.

## Geographie
Licoměřice befindet sich am Westabfall des Eisengebirges (Železné hory) über der Čáslavská kotlina (Czaslauer Becken). Das Dorf liegt im Landschaftsschutzgebiet CHKO Železné hory. Durch Licoměřice fließt der Bach Kurvice. Östlich erhebt sich die Skála (490 m n.m.), südöstlich die Krkanka (567 m n.m.).
Nachbarorte sind Bílý Kámen und Březinka im Norden, Licomělice und Habřiny im Nordosten, Slavkovice und Jetonice im Osten, Míčov-Sušice, Pazderna und Zbyslavec im Südosten, Žlebské Chvalovice, Žlebská Lhotka und Ronov nad Doubravou im Süden, Bousov, Chybka und Tuchov im Südwesten, Lipovec im Westen sowie Starkoč und Podhořany u Ronova im Nordwesten.

## Geschichte
Die erste urkundliche Erwähnung des Dorfes erfolgte im Jahre 1257 unter dem Namen Vicemilice dolní als Besitz des Hons von Vicemilice. Östlich des Dorfes lag mit dem von der Burg Stoupec geschützten Pass von Vicemilice der passabelste Weg ins Eisengebirge, dessen eine Route von der Kirche durch einen heute als Myší díra (Mäuselöch) bezeichneten tiefen Hohlweg ins Gebirge nach Vícemilice horní und Hody führte. Die Pfarrkirche wurde im 14. Jahrhundert errichtet. Im Jahre 1464 wurde eine Feste in Vicemilice erwähnt. 1478 erwarb Slawata von Chlum das Gut und schlug es seiner Herrschaft Chlum zu. Die Feste Vicemilice erlosch danach. Die Pfarrei in Vicemilice wurde um 1623 aufgehoben. Der heutige Ortsname Licoměřice ist 1654 erstmals nachweislich. Später wurde das Dorf der Allodialherrschaft Žleb untertänig.
Im Jahre 1840 bestand das Rustikaldorf Licoměřitz aus 30 Häusern, in denen 187 Personen lebten. Im Ort gab es die Filialkirche der hl. Katharina, eine Privatschule und eine Dominikalmühle. Zu Licoměřitz inskribiert war die aus einem Wirtshaus und einer Schmiede bestehende Einschicht Chibka bzw. Chybka. Im Wald nördlich des Dorfes bestand ein herrschaftlicher Kalkbruch mit zwei Kalköfen. Pfarrort war Žleb.
Nach der Aufhebung der Patrimonialherrschaften bildete Licoměřice ab 1849 eine Gemeinde im Gerichtsbezirk Časlau. Ab 1868 gehörte der Ort zum Bezirk Časlau.
Zum Ende des Zweiten Weltkrieges wurde am 26. Oktober 1944 zwischen Podhořany, Lovčice und Starkoč die erste Gruppe der in der Sowjetunion gebildeten Partisanenbrigade Mistr Jan Hus abgesetzt. Die Dörfer Lipovec und Licoměřice wurden zu den ersten Basen der Brigade Mistr Jan Hus. Nach der Verhaftung von zwei Mitgliedern der Gruppe durch die Gestapo gerieten die Bewohner beider Dörfer im Dezember 1944 ins Visier der deutschen Besatzer. Am 19. Dezember 1944 wurden Lipovec und Licoměřice von SS und Gendarmerie umstellt und sämtliche Männer im Alter zwischen 16 und 70 Jahren verhaftet. Die 106 Männer wurden über Čáslav und Kolín in den 4. Hof des KZ Theresienstadt verbracht, 30 von ihnen überlebten die Haft nicht oder verstarben kurz nach ihrer Befreiung an deren Folgen.
Im Zuge der Gebietsreform von 1960 wurde der Okres Čáslav aufgehoben, Licoměřice wurde dem Okres Chrudim zugeordnet. 1961 erfolgte die Eingemeindung nach Lipovec. Beide Dörfer wuchsen seither zu einer geschlossenen Bebauung zusammen. Zwischen 1968 und 1982 wurde zwischen Licoměřice und Březinka Uranerz abgebaut. Die Grubenbaue erreichten eine Teufe von über 200 m, gefördert wurden 780 Tonnen Uran. Im Jahre 1976 wurde Licoměřice nach Ronov nad Doubravou eingemeindet. Seit dem 31. August 1990 ist Licoměřice wieder ein Ortsteil von Lipovec. Am 3. März 1991 hatte der Ort 105 Einwohner; beim Zensus von 2001 lebten in den 52 Wohnhäusern von Licoměřice 110 Personen. Unterhalb des Dorfes wurde in den 1990er Jahren an der Kurvice eine Kläranlage für das Grubenwasser aus dem Uranbergwerk angelegt.

## Ortsgliederung
Der Ortsteil Licoměřice bildet einen Katastralbezirk. Zu Licoměřice gehört die Einschicht Chybka (Chibka).

## Sehenswürdigkeiten
- Gotische Kirche der hl. Katharina, der turmlose Bau entstand im 14. Jahrhundert und wird von einem Friedhof umgeben.
- Hölzerner Glockenturm mit gemauertem Untergeschoss, westlich der Kirche am Eingang zum Friedhof, er wurde im 16. Jahrhundert angelegt, die beiden Glocken stammen von 1561 und 1580. Das Untergeschoss ist im Original erhalten, der hölzerne Teil wurde bei Instandsetzungen mehrfach erneuert.
- Aussichtsturm Na Kopečku in Licoměřice
- Gedenkstätte für die während der deutschen Besatzung umgekommenen Einwohner von Lipovec und Licoměřice, nördlich des Dorfes am Waldrand. Sie wurde vom Bildhauer Oldřich Tlustoš aus Hradec Králové gestaltet.

## Persönlichkeiten
- Jan Hvězda von Vícemilice, genannt Bzdinka († 1425), Hussitenführer